# خرمن‌دالی

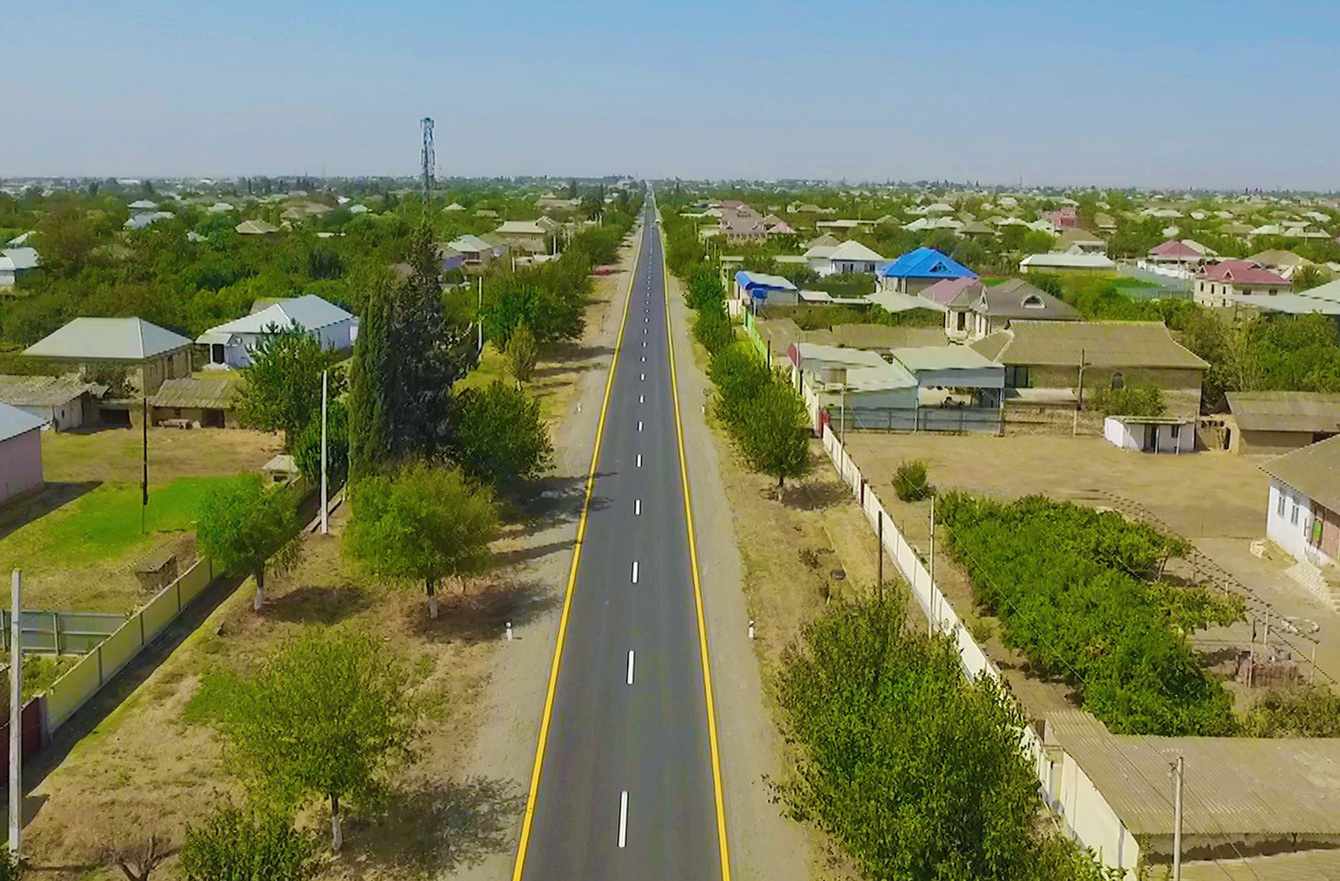
خرمن‌دالی

خرمن‌دالی (به ترکی آذربایجانی: Xırmandalı) یک منطقهٔ مسکونی در جمهوری آذربایجان است که در شهرستان بیله‌سوار واقع شده‌است. خرمن‌دالی ۷٬۸۲۴ نفر جمعیت دارد.